# Oscar L. Chapman

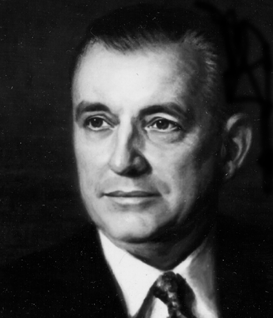
Oscar L. Chapman

Oscar Littleton Chapman (* 22. Oktober 1896 in Omega, Halifax County, Virginia; † 8. Februar 1978) war ein US-amerikanischer Politiker. Er gehörte dem Kabinett von US-Präsident Harry S. Truman zwischen 1949 und 1953 als Innenminister an.

## Leben
Chapman studierte an der University of Denver, wo er an der dortigen Law School seinen Doktorgrad erwarb, sowie an der University of New Mexico. Von 1918 bis 1920 diente er im medizinischen Korps der US Navy.
Als Mitglied der Demokratischen Partei leitete er 1930 die Wahlkampagne für Edward P. Costigan, der dann auch als Vertreter Colorados in den US-Senat gewählt wurde; zwei Jahre später war er in gleicher Funktion für Alva B. Adams tätig und erneut mit seinem Kandidaten erfolgreich. Nach dem Sieg der Demokraten bei der Präsidentschaftswahl 1932 berief ihn Franklin D. Roosevelt zum stellvertretenden Innenminister.
Im Jahr 1939 gehörte Chapman zu den frühen Opfern des Kongresskomitees für unamerikanische Umtriebe, als der damalige Vorsitzende Martin Dies Jr. eine Liste von Regierungsangestellten veröffentlichte, die einer kommunistisch kontrollierten Organisation angehörten. Im Fall von Chapman verhielt es sich so, dass für ihn eine Zahlung von zwei Dollar an die American League for Peace and Democracy in den Akten vermerkt war, die als Mitgliedsbeitrag ausgelegt wurde. Es handelte sich jedoch um eine Spende für die republikanischen Kämpfer im spanischen Bürgerkrieg.
Bei der Democratic National Convention des Jahres 1944 in Chicago setzte sich Chapman für den amtierenden Vizepräsidenten Henry A. Wallace ein, dessen erneute Nominierung der konservative Parteiflügel verhindern wollte. Dessen Kandidat für das Amt, Senator Harry S. Truman, war von Chapmans Engagement beeindruckt. Als Truman nach Roosevelts Tod das Präsidentenamt übernommen hatte, beförderte er ihn zum Under secretary des Innenministeriums; Chapman gehörte zudem im Mai 1948 zum Beraterstab des Präsidenten bei dessen Entscheidung, den neuen Staat Israel anzuerkennen.
Nachdem Oscar Chapman den Präsidenten bei dessen Wiederwahl im Jahr 1948 unterstützt hatte, berief dieser ihn im Jahr darauf als Nachfolger von Innenminister Julius Albert Krug in sein Kabinett. Dort verblieb er bis zum Ende von Trumans Präsidentschaft im Januar 1953. Danach arbeitete er als Rechtsanwalt für eine Kanzlei in Washington.